# فیونا واکر
فیونا واکر (انگلیسی: Fiona Walker؛ زادهٔ ۲۴ مهٔ ۱۹۴۴) بازیگر اهل بریتانیا است. وی بین سال‌های ۱۹۶۴ تا ۱۹۹۴ میلادی فعالیت می‌کرد.
از فیلم‌ها یا مجموعه‌های تلویزیونی که وی در آن‌ها نقش داشته‌است، می‌توان به دور از اجتماع خشمگین، سده، پاپ ژان پل دوم، دکتر هو، زن سیاه‌پوش و پوآرو اشاره نمود.